# 6186 Зенон
6186 Зенон (6186 Zenon) — астероїд головного поясу, відкритий 11 лютого 1988 року.
Тіссеранів параметр щодо Юпітера — 3,513.